# Бризен (Марк)
Бризен (њем. Briesen) општина је у њемачкој савезној држави Бранденбург. Једно је од 38 општинских средишта округа Одер-Шпре. Према процјени из 2010. у општини је живјело 2.256 становника. Посједује регионалну шифру (AGS) 12067072.

## Географски и демографски подаци
Бризен се налази у савезној држави Бранденбург у округу Одер-Шпре. Општина се налази на надморској висини од 43 метра. Површина општине износи 65,8 km². У самом мјесту је, према процјени из 2010. године, живјело 2.256 становника. Просјечна густина становништва износи 34 становника/km².